# جائزة ماليزيا الكبرى للدراجات النارية 1995
جائزة ماليزيا الكبرى للدراجات النارية 1995 هو سباق دراجات نارية أقيم بتاريخ 2 أبريل 1995 في حلبة شاه عالم. كان الجولة الثانية من أصل 13 في سباق الجائزة الكبرى للدراجات النارية موسم 1995. فاز ميك دوهان بفئة الموتو جي بي بينما جاء داريل بيتي في المركز الثاني.

## وصلات خارجية
- الموقع الرسمي